# Camp Al-Adala
Camp Al-Adala er en irakisk militærbase i Kadhimiya, som er en forstad til Bagdad. Basen lagde grund til Saddam Husseins henrettelse den 30. december 2006.
33°22′55″N 44°21′11″Ø / 33.382°N 44.353°Ø